# Бартон (Вісконсин)
Бартон (англ. Barton) — місто (англ. town) в США, в окрузі Вашингтон штату Вісконсин. Населення — 2743 особи (2020).

## Демографія
Згідно з переписом 2010 року, у місті мешкало 2637 осіб у 1033 домогосподарствах у складі 795 родин. Було 1076 помешкань
Расовий склад населення:
| - 98,3 % — білих - 0,5 % — азіатів - 0,2 % — корінних американців - 0,2 % — чорних або афроамериканців |

До двох чи більше рас належало 0,7 %. Частка іспаномовних становила 1,4 % від усіх жителів.
За віковим діапазоном населення розподілялося таким чином: 20,9 % — особи молодші 18 років, 64,3 % — особи у віці 18—64 років, 14,8 % — особи у віці 65 років та старші. Медіана віку мешканця становила 46,8 року. На 100 осіб жіночої статі у місті припадало 107,3 чоловіків;  на 100 жінок у віці від 18 років та старших — 106,8 чоловіків також старших 18 років.
Середній дохід на одне домашнє господарство  становив 92 939 доларів США (медіана — 79 861), а середній дохід на одну сім'ю — 109 280 доларів (медіана — 95 926). Медіана доходів становила 56 324 долари для чоловіків та 45 484 долари для жінок. За межею бідності перебувало 2,2 % осіб, у тому числі 0,0 % дітей у віці до 18 років та 3,8 % осіб у віці 65 років та старших.
Цивільне працевлаштоване населення становило 1329 осіб. Основні галузі зайнятості: виробництво — 21,7 %, освіта, охорона здоров'я та соціальна допомога — 16,5 %, роздрібна торгівля — 9,5 %, науковці, спеціалісти, менеджери — 8,7 %.